# هبوط الضغط
هبوط الضغط أو فقدُ الضّغط هو انخفاض الضغط ما بين نقطتين من نقاط ماسورة أو أنبوب. ويحدث هبوط الضغط بتأثير القوة الاحتكاكية على المائع أثناء جريانه في الأنبوب. وهذه القوة الاحتكاكية ناتجة عن مقاومة الأنبوب للانسياب. والعامل الأساسي في تحديد مقاومة تدفق المائع هو سرعة حركته في الأنبوب ولزوجته. وتدفق أي مائع أو غاز يكون في اتجاه المقاومة الأقل (أقل ضغط). ويزداد هبوط الضغط بالتناسب مع قوة القص الاحتكاكي داخل شبكة الأنابيب. ومما يؤثر على هبوط الضغط احتواء شبكة الأنابيب على معدلات خشونة عالية نسبيًا فضلاً عن كثرة قطع تركيب ووصلات الأنابيب والتجميعات والتشعبات والمنعطفات وخشونة السطح وغيرها من الخصائص الفيزيائية. وتؤدي زيادة سرعة التدفق و/أو لزوجة المائع إلى زيادة هبوط الضغط عبر أجزاء الأنبوب أو الصمام أو الكوع. وتؤدي السرعة القليلة إلى انخفاض أو انعدام هبوط الضغط.
ويمكن حساب هبوط الضغط باستخدام صمامين: عدد رينولد، Re (لتحديد الانسياب الطبقي أو التدفق الاضطرابي)، والخشونة النسبية للأنابيب، ε/D.
{\displaystyle Re={\frac {Dv\rho }{\mu }}}
حيث D هو قطر الأنبوب، وv هو سرعة المائع، وρ هو كثافة المائع، وμ هي اللزوجة الحركية للمائع.
وتكون الخشونة النسبية للأنابيب معلومة في المعتاد، وبالرجوع إلى عدد رينولد والخشونة النسبية يمكن حساب عامل الاحتكاك - f.
{\displaystyle f={\frac {\Delta P{\frac {\pi R^{2}}{2\pi R\Delta L}}}{{\frac {1}{2}}\rho v^{2}}}}
حيث يمكن من خلال إيجاد قيمة ΔP حساب هبوط الضغط في الأنبوب.

## وصلات خارجية
- http://www.fao.org/docrep/x5744e/x5744eee.gif